# Lomié
Lomié – miasto w Kamerunie, w departamencie Haut-Nyong Regionu Wschodniego. Lomié było stolicą depertamentu Haut-Nyong, ale zostało zastąpione przez Abong-Mbang.
Ekonomia miasta opiera się głównie na wydobyciu kobaltu i cynku, a wcześniej na przemyśle drzewnym.
W mieście znajduje się wiele historycznych budowli z czasów kolonialnych, w tym: więzienie, sąd i poczta. Miejscowość leży na obrzeżach Rezerwatu Dja, dzięki czemu miasto przyciąga turystów. Istnieje kilka pensjonatów i małych hoteli.

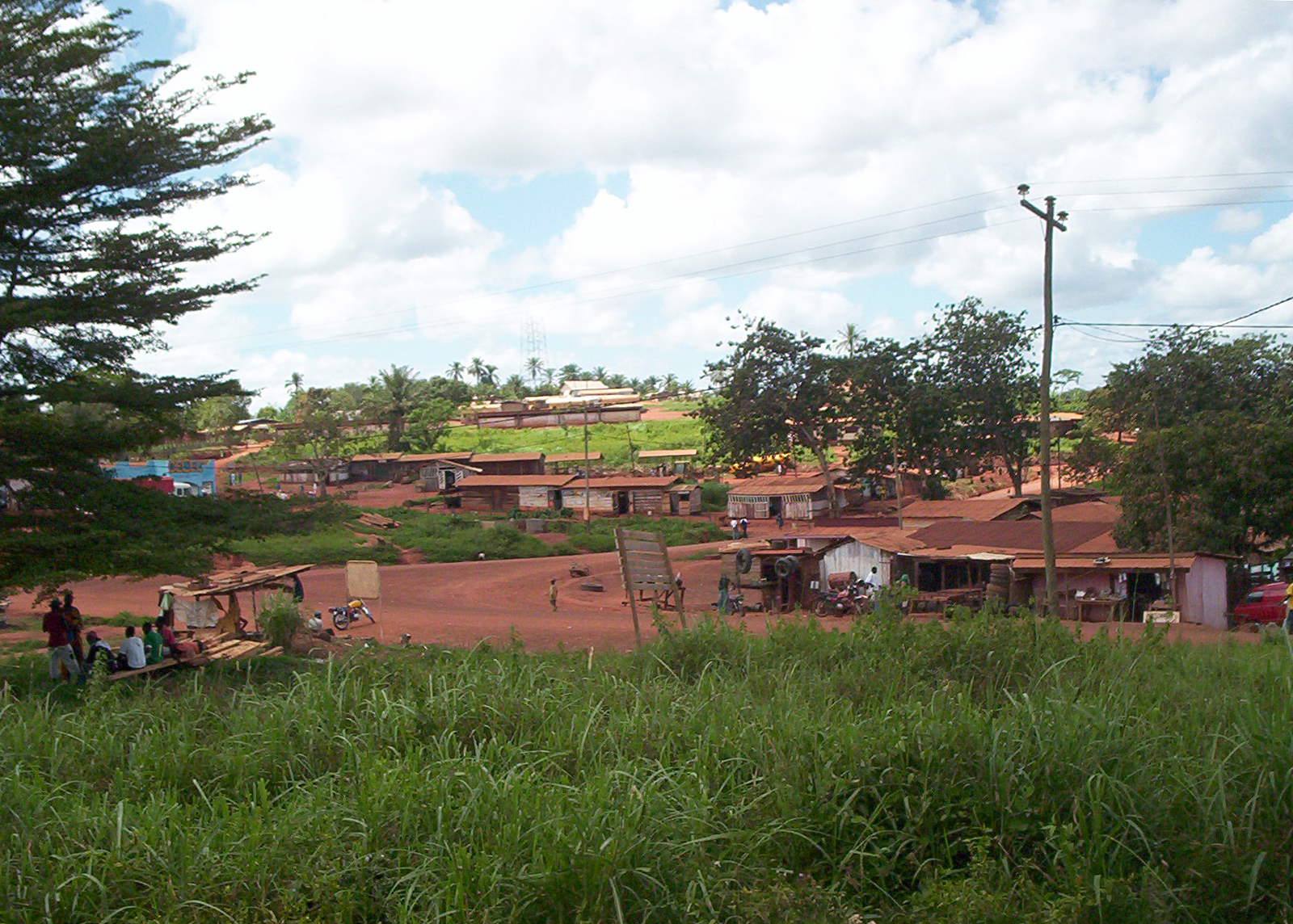
Lomié

Drogi z miasta kierują: na północ przez Mindourou do Abong-Mbang, na wschód do Messok i Yokadouma i na południe do Ngolia.